# Leptocythere lacertosa
Leptocythere lacertosa är en kräftdjursart som först beskrevs av Hirschmann 1912.  Leptocythere lacertosa ingår i släktet Leptocythere och familjen Leptocytheridae. Arten är reproducerande i Sverige. Inga underarter finns listade i Catalogue of Life.